# Vilhivciîk, Teceu
Vilhivciîk (în ucraineană Вільхівчик) este un sat în comuna Vilhivți din raionul Teceu, regiunea Transcarpatia, Ucraina.

## Demografie
Componența lingvistică a localității Vilhivciîk
     Ucraineană (99,58%)
     Alte limbi (0,42%)
Conform recensământului din 2001, majoritatea populației localității Vilhivciîk era vorbitoare de ucraineană (99,58%), existând în minoritate și vorbitori de alte limbi.